# Toubib malgré lui
Ne doit pas être confondu avec Le Médecin malgré lui.
Pour plus de détails, voir Fiche technique et Distribution.
Toubib malgré lui ou Folie à l'Urgence au Québec (Critical Condition) est une comédie américaine réalisée par Michael Apted et sortie en 1987.

## Synopsis
Eddie Lenahan est un petit escroc, et afin d'éviter la prison où des gangsters l'attendent, il se fait passer pour fou et se retrouve à l'hôpital psychiatrique. Ayant effectué les 21 jours de surveillance médicale ordonnés par le juge, Kevin risque de partir directement en prison car le directeur de l'hôpital le croit saint d'esprit. S'ensuit une mutinerie des malades qui ne veulent pas que Kevin parte. Ils retiennent le directeur en otage. En voulant détruire son dossier médical et s'enfuir, Kevin est surpris par l'administratrice de l'établissement qui le prend pour le docteur Kevin Slattery. N'ayant pas le choix, Eddie est obligé de jouer le jeu s'il veut s'en sortir. Malheureusement la folie gagne l'hôpital, et les éléments extérieurs se déchainent. Coupé du reste du monde par un ouragan, Eddie tentera de remettre de l'ordre dans l'hôpital en examinant des patients, en effectuant un accouchement et en se servant d'un hélicoptère comme ventilateur !

## Fiche technique
- Titre français : Toubib malgré lui
- Titre original : Critical Condition
- Titre québécois : Folie à l'Urgence
- Production : Ted Field, Robert Cort
- Réalisation : Michael Apted
- Scénario : Denis Hamill et John Hamill
- Histoire : Denis Hamill, John Hamill et Alan Swyer
- Costumes : Colleen Atwood
- Musique : Alan Silvestri
- Montage : Robert K. Lambert A.C.E.
- Directeur de la photographie : Ralf D. Bode A.S.C.
- Production : Ted Field et Robert Cort
- Producteur exécutif : Bob Larson
- Société de production : Paramount
- Pays d'origine :  États-Unis
- Genre : Comédie
- Durée : 100 minutes
- Date de sortie : 16 janvier 1987

## Distribution
- Richard Pryor (VF : Med Hondo) : Eddie / Kevin
- Rachel Ticotin : Rachel Atwood
- Rubén Blades : Louis
- Joe Mantegna : Arthur Chambers
- Bob Dishy : Dr. Foster
- Sylvia Miles : infirmière Maggie Lesser
- Joe Dallesandro : Stucky
- Randall 'Tex' Cobb : Box
- Bob Saget : Dr Joffe
- Joseph Ragno : Palazzi
- Jon Polito : Kline
- Brian Tarantina : Tommy Pinto
- Jude Ciccolella : Jack Kinney
- Al White : Reggie
- Kate McGregor-Stewart : infirmière Mary
- Wesley Snipes : conducteur de l'ambulance